# スティーヴン・ヘスター
スティーブン・A. M.・ヘスター（1960年12月14日 - ）のイギリスの実業家・元銀行家であり、RSA Insuarance Groupの現最高経営責任者（CEO）・RBSグループの元CEO。

## 生い立ち
ヘスターは、ヨーク大学の化学の教授であったロナルドと心理療法士のブリジット・ヘスターの長男として誕生した。アメリカ合衆国ニューヨーク州イサカで生まれたが、主にノースヨークシャーのクレイク村で育った。ノースヨークシャーにある地方の総合中等学校のイーシングウォルド校で教育を受け、オックスフォードではレディーマーガレットホールで学び、トリー改革グループの議長を務めた後、哲学、政治、経済学の最優等学位を取得して卒業した。

## キャリア

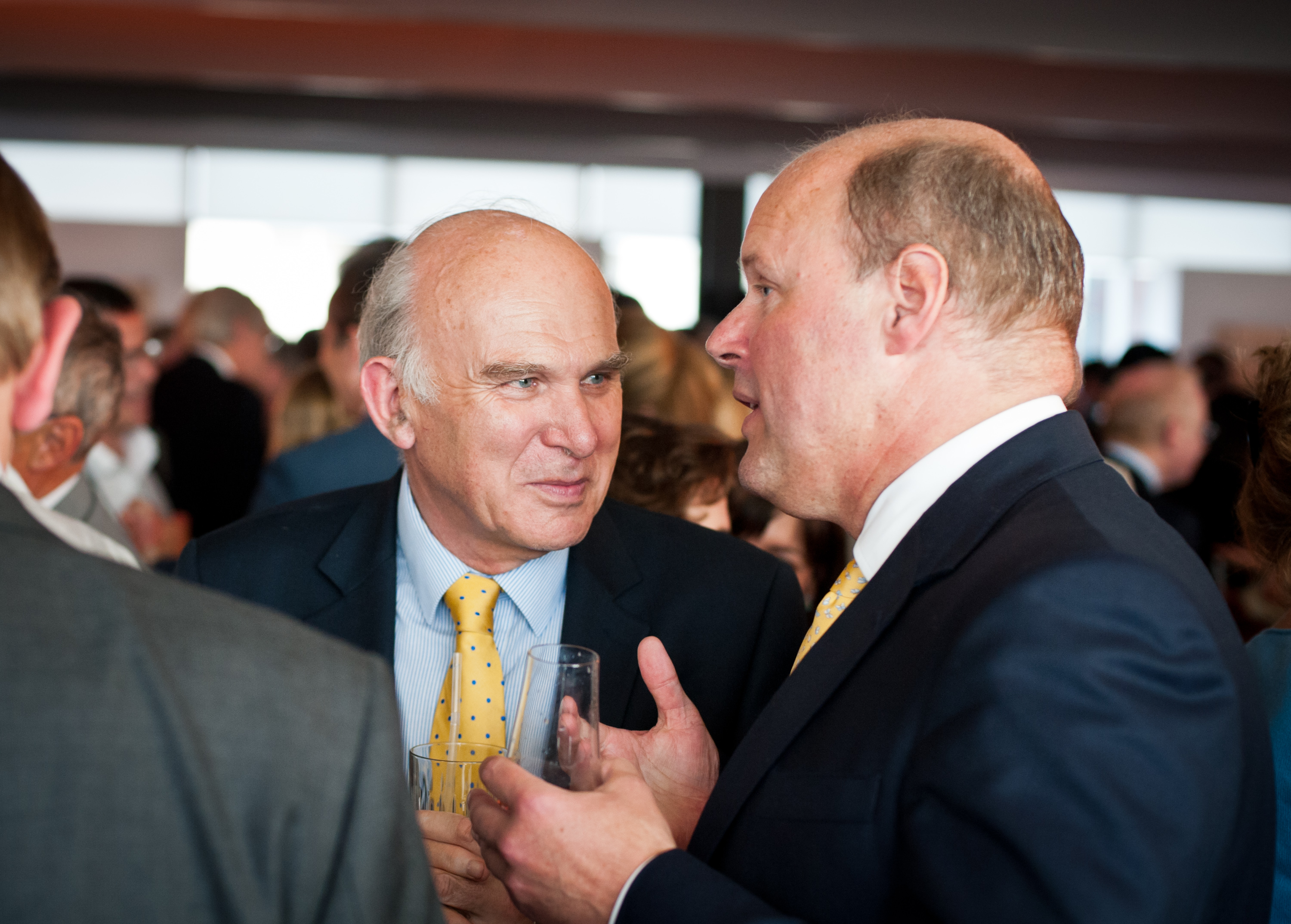
ヘスター（右）とヴィンス・ケーブル、2013年

ヘスターは、過去16年間、FTSE100企業のうち3社で最高経営責任者を務めるなど広範なビジネスキャリアを積んでいる。1982年に投資銀行のクレディスイス・ファーストボストンに就職し、コーポレートファイナンス業務に携わったのち、1年間、会長補佐を務めた。1987年にはディレクターに任命され、1988年に27歳でマネージング・ディレクターに昇進した。欧州のM＆Aおよび投資銀行部門の共同責任者を務めた後、1996年に取締役に任命された。ヘスターは、2000年5月まで、最高財務責任者およびサポート部門長を務めていた。2000年5月から2001年9月までは債券部門のグローバル責任者であった。
2002年5月に、財務責任者としてAbbey Nationalに入社した。同行は、ホールセールおよび生命保険事業に起因する重大な財務上の問題を抱えていた。その対処のため執り行われたリストラの一環として、サポートするのはもちろん、同行のホールセールおよび保険部門の最高執行責任者としての追加の職責を与えられた。リストラは成功裏に終わり、2004年に同行は株主に妙味のある水準でサンタンデールに売却された。
2004年11月、ヘスターはFTSE 100不動産会社ブリティッシュランドの最高経営責任者に任命され、ジョン・リトブラット卿の後任となりました。ヘスターの在職期間中、会社は再編され、配当は125％増加し、EPSは2倍になりました。
ヘスターは、2008年3月にアリスターダーリング大蔵大臣から新たに国有化されたノーザンロックの非常勤副会長に任命された2008年9月に辞任し、ロイヤルバンクの非常勤役員に就任した。スコットランドの。

### ロイヤル・バンク・オブ・スコットランド
2008年10月、当時総資産で世界最大の銀行であったRBSは、世界金融危機の犠牲者となり、英国政府による資本増強が必要とされた。再編の一環として、ヘスターはブリティッシランドを離れ、フレッド・グッドウィンに代わりRBSグループの最高経営責任者となるよう求められた。
その後の5年間は、RBSにとって激しいリストラの年となった。資産は約7,200億ポンド削減され、コストは約42億ポンド削減された。この作業は、金融爆弾を解体することになぞらえられていた。財政状態の回復に加えて、90p相当まで下落していたRBSの株価は、ヘスターが同行を去るまでに330pまで上昇した。
ヘスターはRBSから110万ポンドの年俸を支払われた。2012年に100万ポンド弱の賞与が予定されていたが、政治家や世論の圧力を受けて、賞与を辞退した。2012年後半の6月、RBSのコンピューターの問題が発生した翌年の賞与を辞退した。
2013年6月12日、ロイヤル・バンク・オブ・スコットランドは、ヘスターが5年間の勤務を終え、2013年12月にCEOを辞任すると発表した。

### RSA Insuarance
2014年2月4日、ヘスターは、サイモン・リーの後任として、FTSE100を構成する保険会社であるRSA Insurance GroupにCEOとして加わった。同社も金融危機を経験しており、ヘスターはコスト削減を行いながら、大胆なリストラの取り組み、事業の合理化と集中、株式発行による7億5,000万ポンドの調達、経営陣の刷新を主導した。同社はこれらの変化にうまく対応し、収益、配当、株価を大幅に引き上げた。
2016年秋、ヘスターはFTSE100エネルギーグループのセントリカ社の取締役会に上級独立取締役として任命された。